# Синті-поп
Синті-поп (синтіпоп, синт-поп) (англ. Synthpop) — вид попмузики, що характеризується широким використанням синтезаторів, драм-машин та різноманітних електронних аудіоефектів. В сучасності переважна більшість сучасної попмузики створюється за допомогою синтезаторів, проте синті-поп має стилістичні особливості, що відрізняють його від іншої музики, зробленої технологічно подібним чином.
Такими особливостями є: штучність звуку (синтезатори не імітують звучання реальних музичних інструментів), акцент на механічних ритмах, використання вокалу як контрапункт штучному походженню аранжування, багаторазове повторення структурних елементів. Форма композиції синті-поп пісень не відрізняється від форми звичайних поппісень. Тексти пісень найчастіше мають легку соціальну або науково-технічну тематику.

## 1980-ті роки
Початок синті-попу припадає на 1980-ті роки, коли синті-поп був безпосередньо пов'язаний з пост-панк музикою нової хвилі і являв собою ритмічну, легку електронну музику. Він мав комерційний успіх в країнах Європи та Латинської Америки, хоча залишався малопомітним в США. 

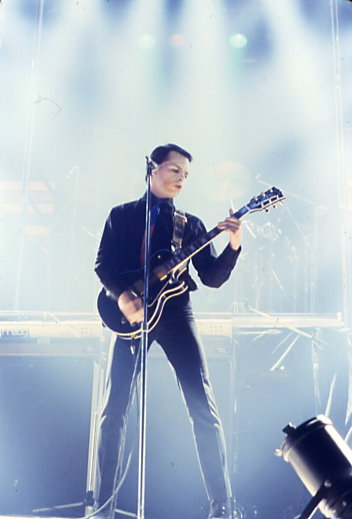
Ґері Ньюман у 1980

Синтіпоп є черговою, емоційно і візуально стриманішою, заміною танцювального жанру попмузики диско, популярного у 1970-х. Візуально cинтіпоп дещо повертається до 1960-х років: чорно-білі костюми і макіяж, холодна міміка, замість танців рухи під ритм.
Кінець 1980-х років ознаменувався новим періодом синті-попу, пов'язаний з творчістю групи Depeche Mode. Суттєвий вплив на цей напрямок справили технологічні та музичні здобутки напрямку New Wave.

## 1990-ті роки
В 90-і роки синті-поп стрімко розвивається в Німеччині. Основні представники — групи And One, De/Vision, Wolfsheim, Dance Or Die, їхню творчість характеризують технічно ускладненим звучанням та переважанням мінорних мелодій у дусі Depeche Mode). У цей час синті-поп став перетинатися з деякими стилями індустріальної музики (EBM, Techno-industrial, Future-pop). Таким чином, у цей час синті-поп популярний у колах електро-індустріальної і готичної електронної музики.
Крім того, останнім часом має популярність такий жанр, як електроклеш, заснований на стилістиці синті-попу 80-х, сполученої із сучасними звуковими прийомами й текстами, близькими за тематикою до панка-долі.

## Найвідоміші представники
- a-ha
- Alphaville
- And One
- Anything Box
- Apoptygma Berzerk
- Beborn Beton
- Bronski Beat
- Camouflage
- Cause & Effect
- Cosmicity
- Chvrches
- Depeche Mode
- De/Vision
- Devo
- Duran Duran
- Elegant Machinery
- Erasure
- Eurythmics
- Grimes
- Heaven 17
- Hurts
- The Human League
- John Foxx
- Kirlian Camera
- Kraftwerk
- Man Without Country
- Marsheaux
- Melotron
- Orchestral Manoeuvres in the Dark
- Pet Shop Boys
- Real Life
- Red Flag
- Soft Cell
- Suicide
- Talk Talk
- Trust
- Vacuum
- Videoclub
- Visage
- Wolfsheim
- Yello
- Yellow Magic Orchestra
- Гері Ньюман

## Українські виконавці в стилі синт-поп
- Dazzle Dreams — синті-поп
- Dust Heaven — синті-поп
- Vanilin — синті-поп
- Новий Світ — синті-поп
- Скрябін — синті-поп, нова хвиля, пост-панк